# Eleocharis glabella
Eleocharis glabella är en halvgräsart som beskrevs av Y.D.Chen. Eleocharis glabella ingår i släktet småsäv, och familjen halvgräs. Inga underarter finns listade i Catalogue of Life.